# Заставненський заказник
Заставне́нський за́казник — ландшафтний заказник місцевого значення в Україні. Розташований у межах Іваничівського району Волинської області, на захід від села Заставне. 
Площа 156,8 га. Статус надано в 1995 році. Перебуває у віданні Заставненської сільської ради. 
Створений з метою збереження цінного природного комплексу, до якого входить: лісові насадження сосни звичайної з домішками вільхи чорної і берези (1-го бонітету), 4 озера (найбільше з яких Концелебне), лучно-болотяні масиви, лучні пасовища, канали. 
У трав'яному покриві заказника зростають осока гостра, осока омська, осока чорна, орляк звичайний, брусниця, череда трироздільна, гравілат річковий, буквиця лікарська, куничник наземний, перстач повзучий та інші види. По берегах озер поширені аїр тростиновий, незабудка польова, тонконіг болотний, плодоріжка болотна, на плесі – латаття біле. 
Фауна заказника представлена такими видами: сарна європейська, заєць сірий, ондатра, багато горобцеподібних видів птахів, інколи трапляються гусеподібні, сивкоподібні, журавлеподібні. Трапляються видра річкова, горностай, журавель сірий, що занесені до Червоної книги України. 

## Галерея

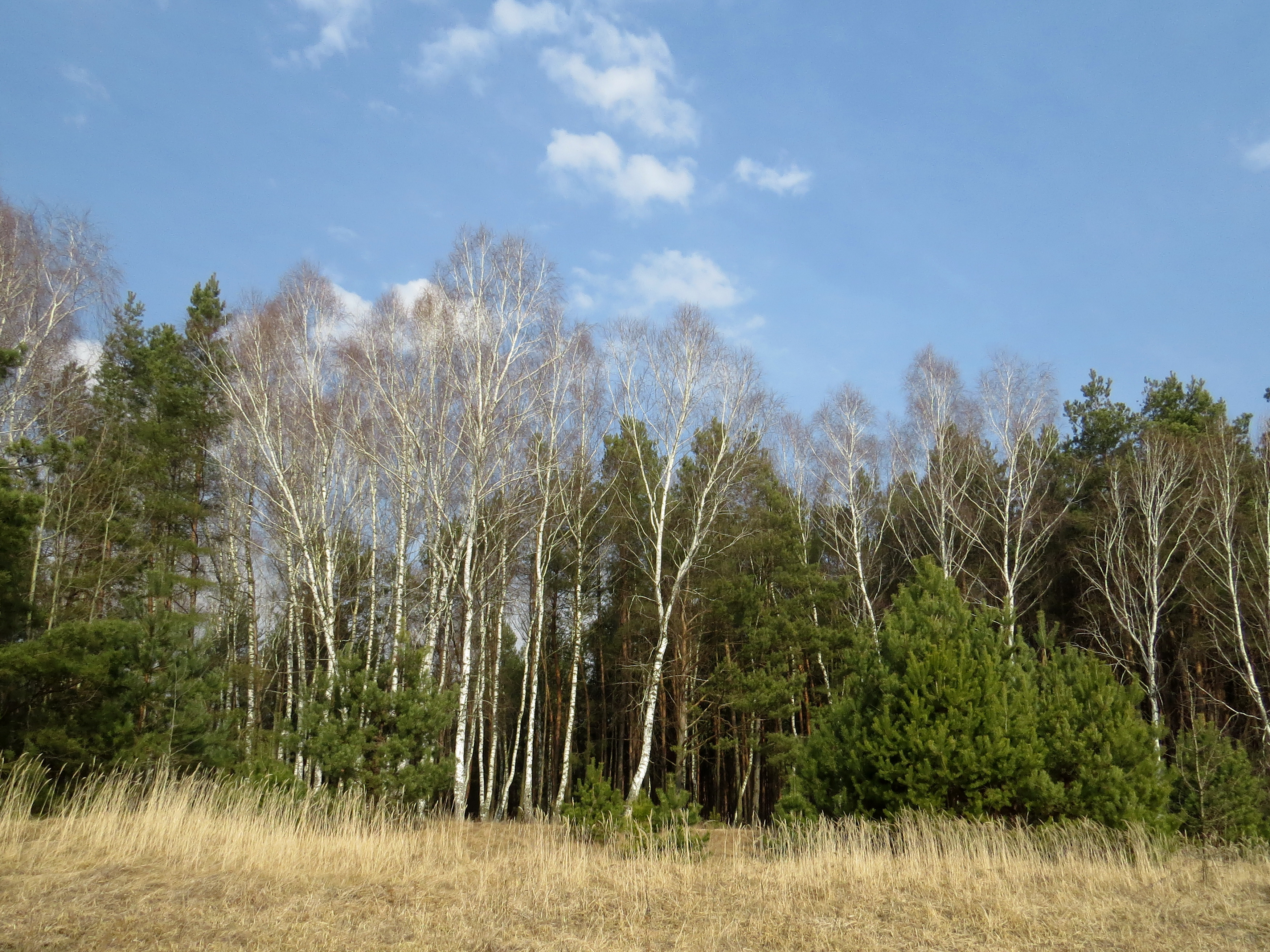
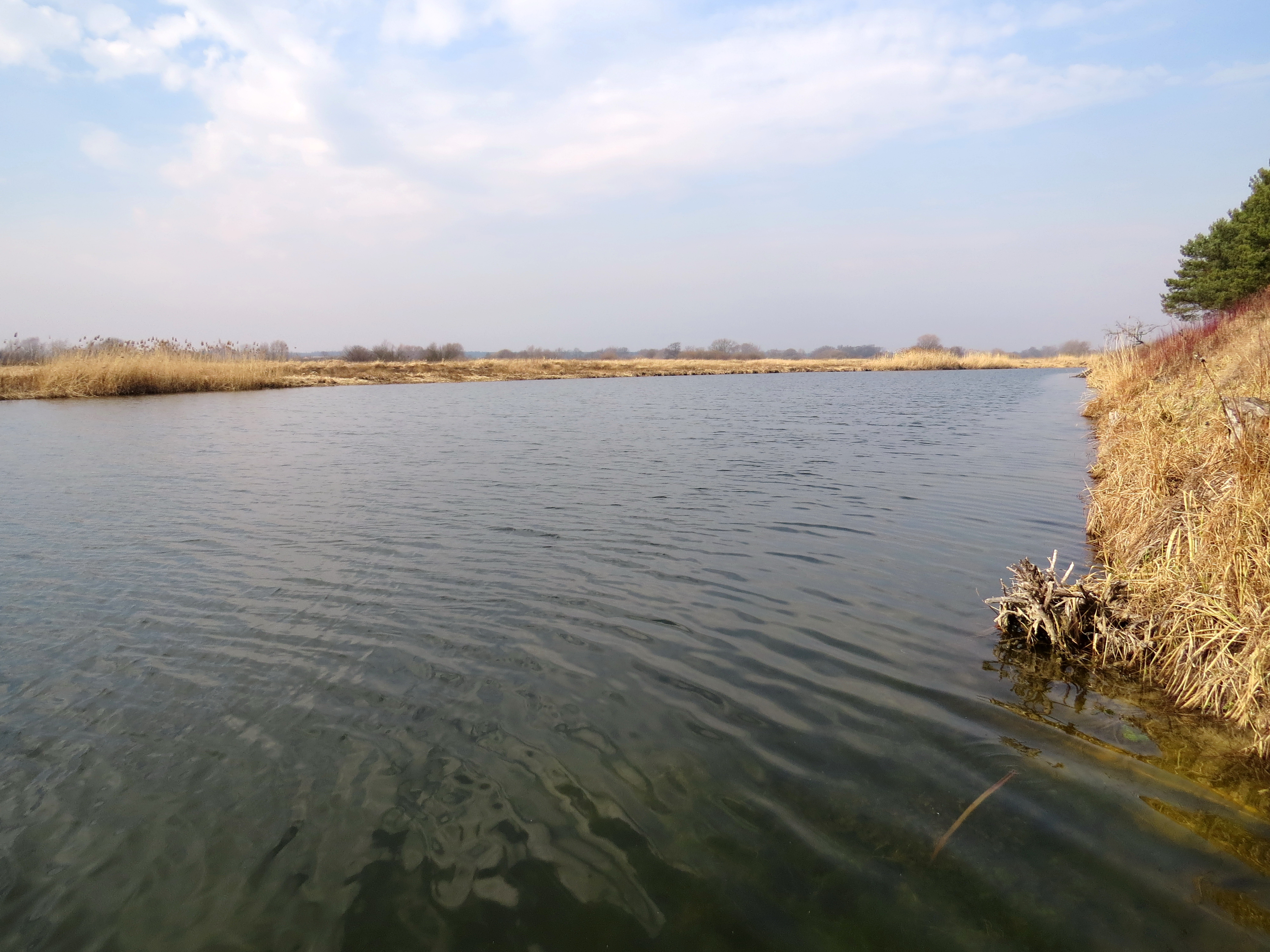
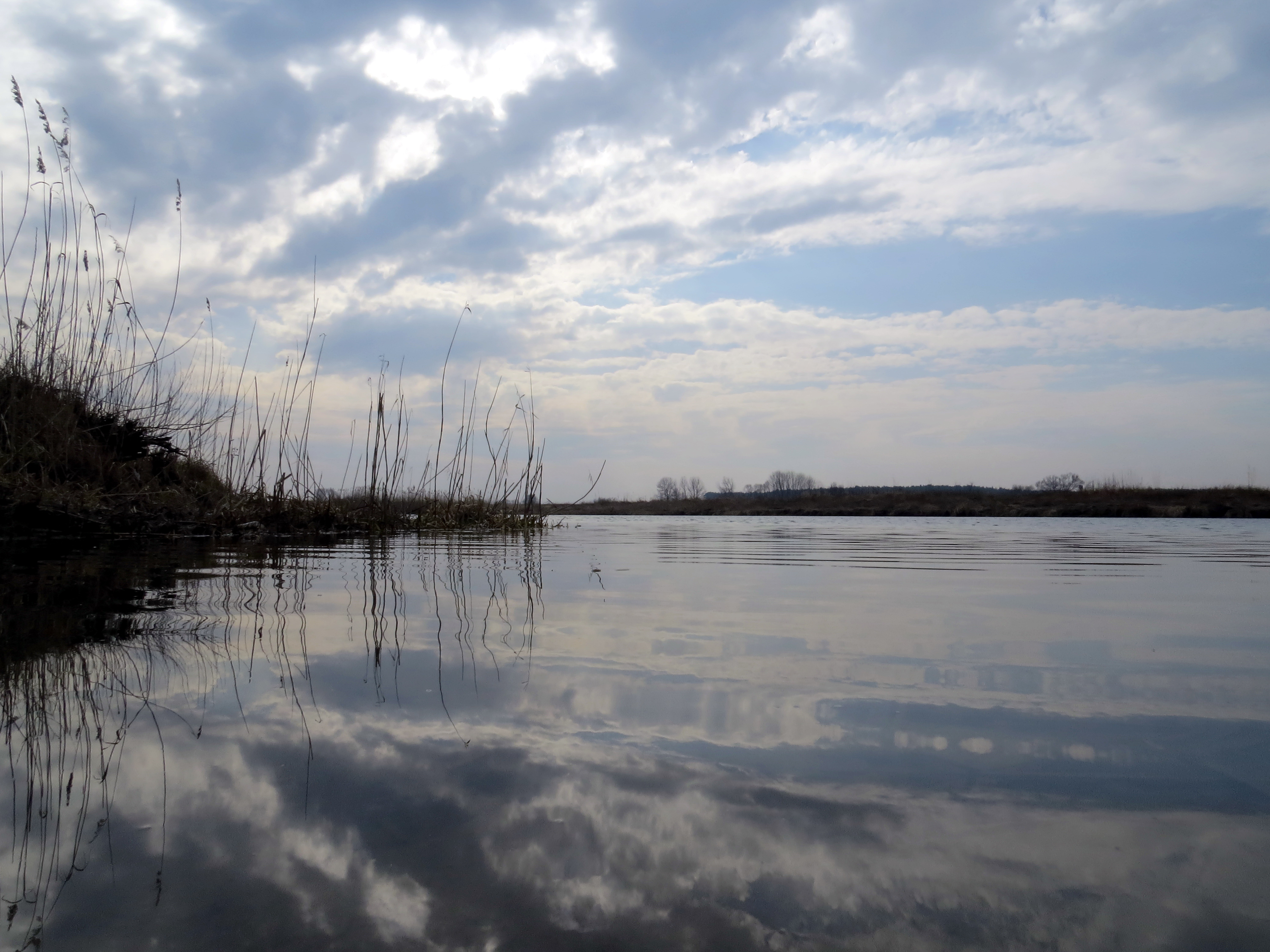
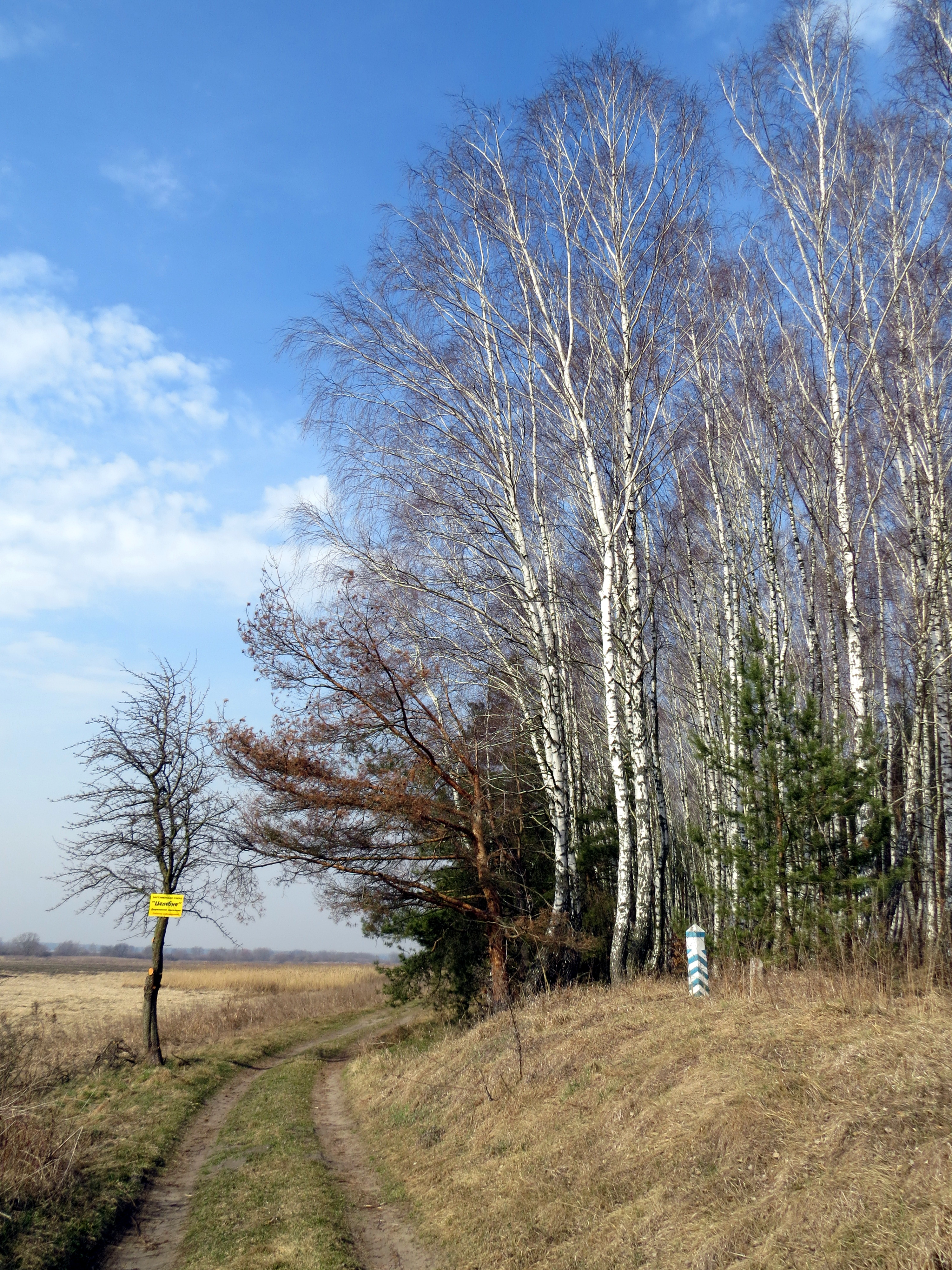